# Parque Estadual Nova Baden
O Parque Estadual Nova Baden é uma unidade de conservação de proteção integral que se encontra no município de Lambari no estado de Minas Gerais, está inserido no bioma Mata Atlântica e é um parque aberto para visitação e pesquisa científica. O parque conta com atrativos turísticos como a exposição sobre a história do parque e da cidade e da fauna e flora, dentro da sede administrativa e centro de visitantes do parque, antigo casarão do doutor Américo Werneck, a cachoeira das Sete Quedas e três trilhas autoguiadas, Trilha dos Palmitos, Trilha dos Troncos e Trilha das Sete Quedas.

## História
A área do atual parque pertenceu ao doutor Américo Werneck, engenheiro, escritor e primeiro prefeito de Águas Virtuosas de Lambary, hoje Lambari, que morou na região no final do século XIX e começo do século XX. O prefeito é considerado um pioneiro ambiental que desenvolveu vários projetos de racionamento das estancias hidrominerais. Américo Werneck notou que a região do parque possuía muitas características similares a estância termal de Baden-Baden na Alemanha e dai surgiu o nome de Nova Baden a região do parque. Após desentendimentos políticos com o governo, Américo Werneck abandonou a região e nunca retornou, levando o Estado a se apropriar de suas terras e posteriormente transforma-las em áreas protegidas.
Em 23 de setembro de 1974 foi criada a Reserva Biológica de Nova Biden pelo Decreto nº 16.580 e em 27 de setembro de 1994 a reserva foi convertida para parque estadual pelo Decreto nº 36.069, o parque foi aberto para visitação em 1995 e a partir de 2000 o parque passou a fazer parte do Sistema Nacional de Unidades de Conservação, sendo gerido pelo Instituto Estadual de Florestas de Minas Gerais(IEF-MG).

## Atrativos turísticos
Além do centro de visitantes e trilhas presentes no parque também é permitido a realização de atividades recreativas e piqueniques na área do centro de visitantes, sendo estás últimas duas atividades somente são permitidas sob orientação dos funcionários.

### Casarão
Construído no século XIX no estilo colonial e ainda mantém suas características originais preservadas, foi a moradia de Américo Werneck. O casarão funciona como sede administrativa e centro de visitantes do parque, possui um auditório, exposição permanente, jardins e gramados. A exposição apresenta painéis ilustrativos e salas interativas, contendo fotos, mapas e textos sobre a fauna e flora da região e a história do parque e da cidade de Lambari.

### Trilha dos Palmitos
É possível ver espécies florestais ameaçadas de extinção, incluindo o palmito-juçara, espécies florestais nativas e exóticas além de nascentes e cursos d'água, possui uma pracinha de descanso. A trilha tem cerca de 900 metros, leva em média 30 minutos e é considerada de grau de dificuldade baixo.

### Trilha dos Troncos
É possível ver uma grande diversidade de flora exótica e nativa, apresenta cursos d'água e é possível ver a antiga estação ferroviária, é considerada uma trilha sinuosa devido aos troncos caídos que se tornam obstáculos. A trilha tem cerca de 1.850 metros, leva em média 40 minutos e é considerada de grau de dificuldade médio.

### Trilha das Sete Quedas

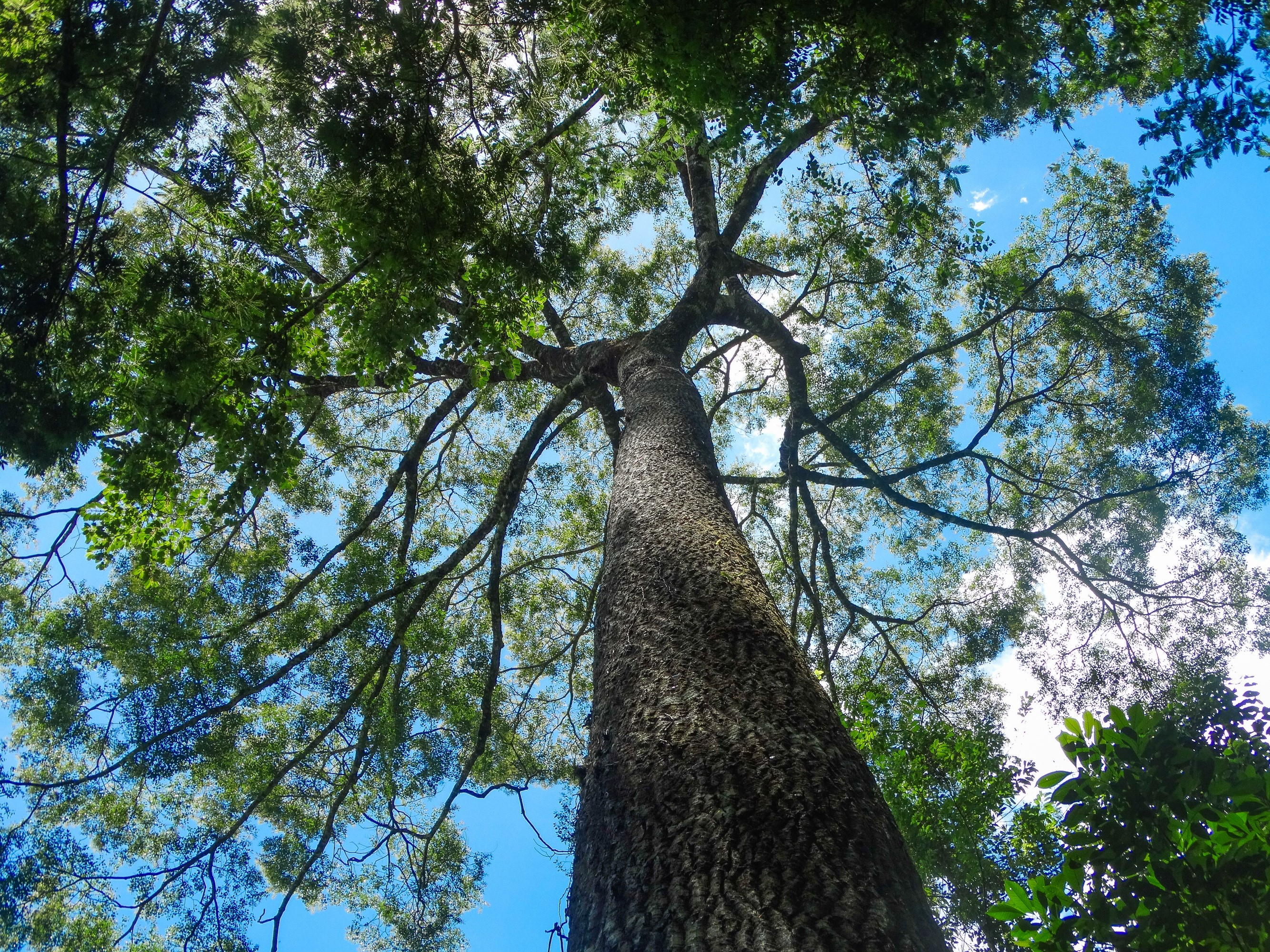
Jequitibá-rosa (Cariniana legalis) no Parque Estadual Nova Baden

É possível ver uma grande diversidade de flora na trilha, incluindo uma jequitibá de mais de 300 anos, apresenta relevo íngreme e árvores de maior porte na parte mais baixa da encosta, uma pracinha para descanso e a cachoeira das sete quedas. A trilha tem cerca de 900 metros, leva em média 45 minutos e é considerada de grau de dificuldade médio.

## Projetos

### Vem passarinhar 2018
Através de dados primários foram identificadas 20 espécies de aves no parque em 18 de novembro de 2018:
- urubu-de-cabeça-vermelha (Cathartes aura)
- urubu-de-cabeça-preta (Coragyps atratus)

- pomba-galega (Patagioenas cayennensis)
- tucanuçu (Ramphastos toco)
- periquitão-maracanã (Psittacara leucophthalmus)
- arapaçu-verde (Sittasomus griseicapillus)
- caneleiro (Pachyramphus castaneus)
- patinho (Platyrinchus mystaceus)
- bem-te-vi-rajado (Myiodynastes maculatus)
- andorinha-pequena-de-casa (Pygochelidon cyanoleuca)
- andorinha-grande (Progne chalybea)
- corruíra (Troglodytes musculus)
- sabiá-branco (Turdus leucomelas)
- sabiá-laranjeira (Turdus rufiventris)
- tico-tico (Zonotrichia capensis)
- pula-pula-assobiador (Myiothlypis leucoblephara)
- sanhaço-cinzento (Tangara sayaca)
- tiê-preto (Tachyphonus coronatus)
- coleirinho (Sporophila caerulescens)
- trinca-ferro (Saltator similis)